# Front du centre (Pérou)
Front du centre (espagnol: Frente de Centro) est une coalition politique péruvienne formée par Acción Popular, Somos Perú et Coordinadora Nacional de Independientes pour présenter un seul candidat aux élections générales du Pérou en 2006.

Logotype